# Pannoniabahn
| Streckennummer (ÖBB): | 195 01                                               |                                                                       |                                          |
| Kursbuchstrecke (ÖBB): | 730                                                  |                                                                       |                                          |
| Streckenlänge: | 40,2 km                                              |                                                                       |                                          |
| Spurweite: | 1435 mm (Normalspur)                                 |                                                                       |                                          |
| Stromsystem: | 15 kV, 16,7 Hz ~ Bf Wulkaprodersdorf: 25 kV, 50 Hz ~ |                                                                       |                                          |
| Maximale Neigung: | 13 ‰                                                 |                                                                       |                                          |
| Minimaler Radius: | 190 m                                                |                                                                       |                                          |
| Streckengeschwindigkeit: | 120 km/h                                             |                                                                       |                                          |
| Zugbeeinflussung: | PZB                                                  |                                                                       |                                          |
| |                                                      |                                                                       |                                          |
| \| \| \| von Győr \| \| \| \| 0,000 \| Wulkaprodersdorf \| 177 m ü. A. \| \| \| \| nach Ebenfurth \| \| \| \| 0,363 \| Infrastrukturgrenze ÖBB / ROeEE \| Infrastrukturgrenze ÖBB / ROeEE \| \| \| 1,304 \| Wulkaprodersdorf Rathausgasse (bis 2024 Wulkaprodersdorf Haltestelle) \| 177 m ü. A. \| \| \| \| beabsichtigte Schleife nach Müllendorf \| \| \| \| 6,674 \| Eisenstadt \| 163 m ü. A. \| \| \| 7,364 \| Eisenstadt Schule \| 163 m ü. A. \| \| \| 13,700 \| Schützen am Gebirge \| 130 m ü. A. \| \| \| \| nach Sankt Margarethen-Rust \| \| \| \| 14,589 \| Schützen Haltestelle \| 130 m ü. A. \| \| \| 17,116 \| Oggau (aufgelassen am 1. Sept. 1988) \| Oggau (aufgelassen am 1. Sept. 1988) \| \| \| 19,446 \| Donnerskirchen \| 127 m ü. A. \| \| \| 23,114 \| Purbach am Neusiedler See \| 122 m ü. A. \| \| \| 28,405 \| Breitenbrunn \| 123 m ü. A. \| \| \| 29,597 \| Winden \| 127 m ü. A. \| \| \| 32,236 \| Jois \| 123 m ü. A. \| \| \| \| Neusiedler Seebahn von Fertőszentmiklós \| \| \| \| 34,724 \| Neusiedl am See \| 130 m ü. A. \| \| \| 39,660 \| ehemalige Stammstrecke \| ehemalige Stammstrecke \| \| \| 40,006 \| Parndorf Ort \| 174 m ü. A. \| \| \| \| von Hegyeshalom (Ostbahn) \| \| \| \| \| von Parndorf (Ostbahn) \| \| \| \| 40,250 \| Abzw Bruck a. d. Leitha 1 \| Abzw Bruck a. d. Leitha 1 \| \| \| \| nach Abzw Bruck a. d. Leitha 1 (Ostbahn) \| \| \| \| 41,294 \| Parndorf \| 180 m ü. A. \| \| \| \| nach Bratislava-Petržalka \| \| \| \| \| nach Hegyeshalom (Ostbahn) \| \| |                                                      |                                                                       |                                          |
| Strecke |                                                      | von Győr                                                              | von Győr                                 |
| Bahnhof | 0,000                                                | Wulkaprodersdorf                                                      | 177 m ü. A.                              |
| Abzweig geradeaus und nach links |                                                      | nach Ebenfurth                                                        | nach Ebenfurth                           |
| Wechsel des Eisenbahninfrastrukturunternehmens | 0,363                                                | Infrastrukturgrenze ÖBB / ROeEE                                       | Infrastrukturgrenze ÖBB / ROeEE          |
| Haltepunkt / Haltestelle | 1,304                                                | Wulkaprodersdorf Rathausgasse (bis 2024 Wulkaprodersdorf Haltestelle) | 177 m ü. A.                              |
| Abzweig geradeaus und ehemals von links |                                                      | beabsichtigte Schleife nach Müllendorf                                | beabsichtigte Schleife nach Müllendorf   |
| Bahnhof | 6,674                                                | Eisenstadt                                                            | 163 m ü. A.                              |
| Haltepunkt / Haltestelle | 7,364                                                | Eisenstadt Schule                                                     | 163 m ü. A.                              |
| Bahnhof | 13,700                                               | Schützen am Gebirge                                                   | 130 m ü. A.                              |
| Abzweig geradeaus und ehemals nach rechts |                                                      | nach Sankt Margarethen-Rust                                           | nach Sankt Margarethen-Rust              |
| Haltepunkt / Haltestelle | 14,589                                               | Schützen Haltestelle                                                  | 130 m ü. A.                              |
| ehemaliger Bahnhof | 17,116                                               | Oggau (aufgelassen am 1. Sept. 1988)                                  | Oggau (aufgelassen am 1. Sept. 1988)     |
| Haltepunkt / Haltestelle | 19,446                                               | Donnerskirchen                                                        | 127 m ü. A.                              |
| Bahnhof | 23,114                                               | Purbach am Neusiedler See                                             | 122 m ü. A.                              |
| Haltepunkt / Haltestelle | 28,405                                               | Breitenbrunn                                                          | 123 m ü. A.                              |
| Haltepunkt / Haltestelle | 29,597                                               | Winden                                                                | 127 m ü. A.                              |
| Haltepunkt / Haltestelle | 32,236                                               | Jois                                                                  | 123 m ü. A.                              |
| Abzweig geradeaus und von rechts |                                                      | Neusiedler Seebahn von Fertőszentmiklós                               | Neusiedler Seebahn von Fertőszentmiklós  |
| Bahnhof | 34,724                                               | Neusiedl am See                                                       | 130 m ü. A.                              |
| Verschwenkung von links (Strecke außer Betrieb) · Verschwenkung von rechts | 39,660                                               | ehemalige Stammstrecke                                                | ehemalige Stammstrecke                   |
| Strecke (außer Betrieb) · Haltepunkt / Haltestelle | 40,006                                               | Parndorf Ort                                                          | 174 m ü. A.                              |
| Strecke (außer Betrieb) · Abzweig geradeaus und von rechts |                                                      | von Hegyeshalom (Ostbahn)                                             | von Hegyeshalom (Ostbahn)                |
| Abzweig ehemals geradeaus und von links · Strecke |                                                      | von Parndorf (Ostbahn)                                                | von Parndorf (Ostbahn)                   |
| Strecke · Blockstelle | 40,250                                               | Abzw Bruck a. d. Leitha 1                                             | Abzw Bruck a. d. Leitha 1                |
| Strecke · Strecke nach links |                                                      | nach Abzw Bruck a. d. Leitha 1 (Ostbahn)                              | nach Abzw Bruck a. d. Leitha 1 (Ostbahn) |
| Bahnhof | 41,294                                               | Parndorf                                                              | 180 m ü. A.                              |
| Abzweig geradeaus und nach rechts |                                                      | nach Bratislava-Petržalka                                             | nach Bratislava-Petržalka                |
| Strecke |                                                      | nach Hegyeshalom (Ostbahn)                                            | nach Hegyeshalom (Ostbahn)               |

Die Pannoniabahn, auch Leithagebirgsbahn genannt, ist das Teilstück der historischen Bahnverbindung von Sopron nach Bratislava (ung. Pozsony) zwischen Wulkaprodersdorf und dem Bahnhof Parndorf Ort.

## Geschichte

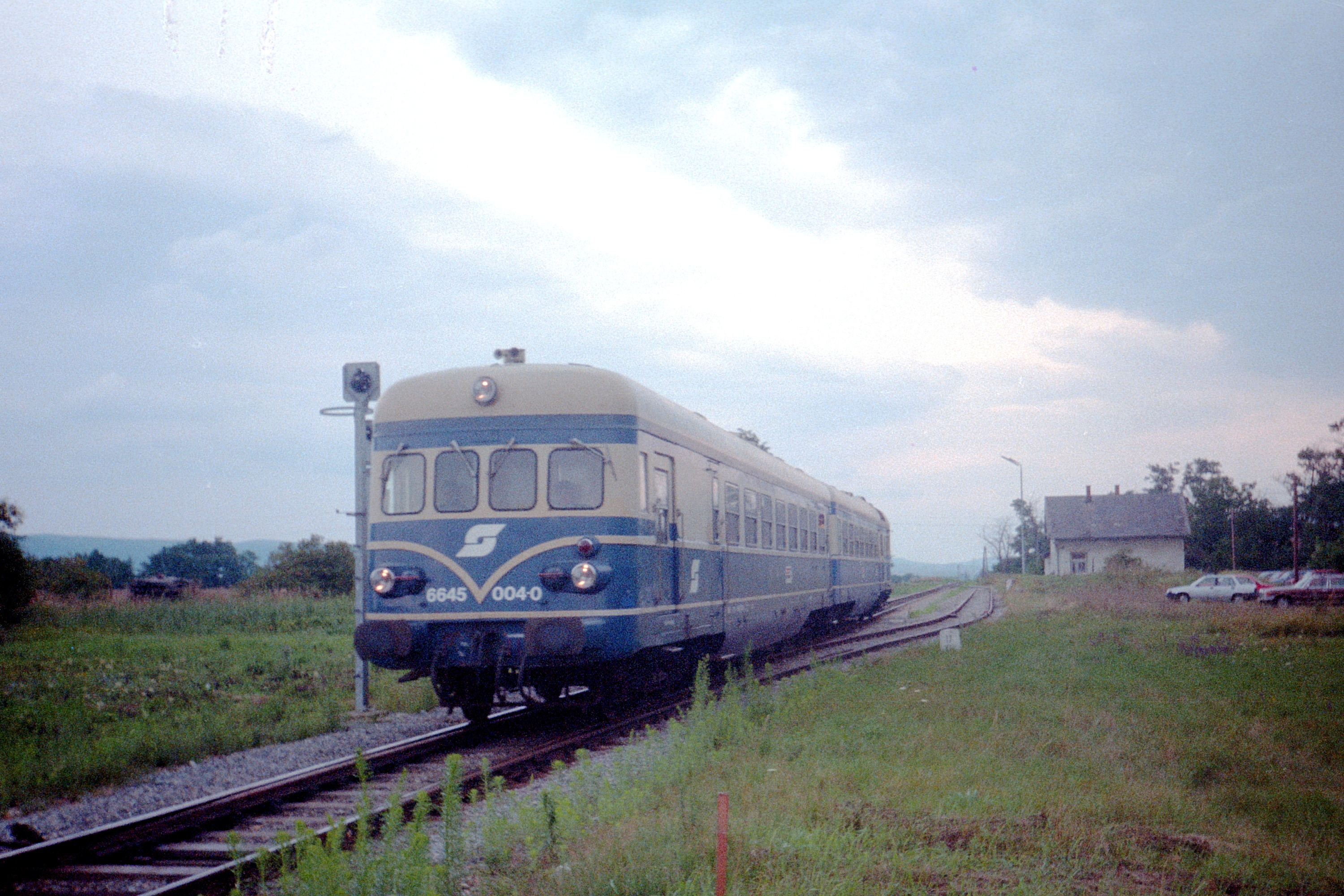
Ein „Blauer Blitz“ verlässt 1987 den im Jahr darauf aufgelassenen Bahnhof Oggau

Diese ursprünglich westungarische Lokalbahn wurde als Sopron-Pozsonyi helyiérdekű vasút konzessioniert und am 16. Dezember 1897 eröffnet. Zwischen Sopron und Wulkaprodersdorf benutzte sie die Strecke der Raab-Oedenburg-Ebenfurter Eisenbahn, der nördliche Abschnitt entspricht der heutigen Zweigstrecke Parndorf–Bratislava der Ostbahn.
Zum 27. Mai 1979 wurde die Parndorfer Schleife mit der Haltestelle Parndorf Ort eröffnet, die eine Umfahrung des Bahnhofs Parndorf, die damit direkte Züge zwischen Wien und Neusiedl ohne Fahrtrichtungswechsel ermöglichte. Im Sommer 1979 wurde der Streckenabschnitt Parndorf Ort–Neusiedl elektrifiziert und am 30. September der elektrische Betrieb aufgenommen.
Mehrmals schien die Strecke, trotz Bedienung der Landeshauptstadt Eisenstadt, in Listen einstellungsgefährdeter Bahnen auf. Erste Modernisierungsschritte durch Einführung eines Taktfahrplanes mit abgestimmten Anschlüssen an den Endpunkten ab den 1990er Jahren sowie die Einführung von Eilzügen von Wien über die Raaberbahn und Wulkaprodersdorf nach Eisenstadt, brachten den erhofften Fahrgastzuwachs, der letztendlich auch zum Entschluss zu einer umfassenden Modernisierung und Elektrifizierung führte.
Seit 2009 ist die Strecke von Neusiedl am See nach Wulkaprodersdorf elektrifiziert, wobei auf dem Teilstück Neusiedl–Eisenstadt das Stromsystem der ÖBB (15 kV mit 16,7 Hz) zur Anwendung kommt, auf dem Stück von Eisenstadt nach Wulkaprodersdorf jenes der Raaberbahn (25 kV mit 50 Hz).
Beim Ausbau der Pannoniabahn kam erstmals der Wiener Bogen zum Einsatz. Diese spezielle Kurvenbauart ermöglichte die Anhebung der Streckenhöchstgeschwindigkeit ohne nennenswerte Streckenbegradigungen von 80 auf 120 km/h. Dadurch wurden Fahrzeitgewinne von circa zehn Minuten erzielt.

## Strecke
Die Strecke verläuft an den Ausläufern des Leithagebirges, im österreichischen Bundesland Burgenland und stellt die Verbindung der burgenländischen Landeshauptstadt Eisenstadt mit dem österreichischen Eisenbahnnetz dar. Sie führt von Wulkaprodersdorf am Leithagebirge entlang nach Neusiedl am See.
Ausgehend vom Bahnhof Schützen am Gebirge bestand von 1897 bis 1953 die Flügelbahn nach Sankt Margarethen-Rust.

## Fahrzeugeinsatz
Die Pannoniabahn wird seit der Elektrifizierung vor allem von Elektrotriebwagen der Reihe 4124 befahren. Vor der Elektrifizierung waren vorrangig Dieseltriebwagen der Reihe 5047 der ÖBB und der Raaberbahn sowie deren Vorgängerbaureihen im Einsatz.

## Verkehr

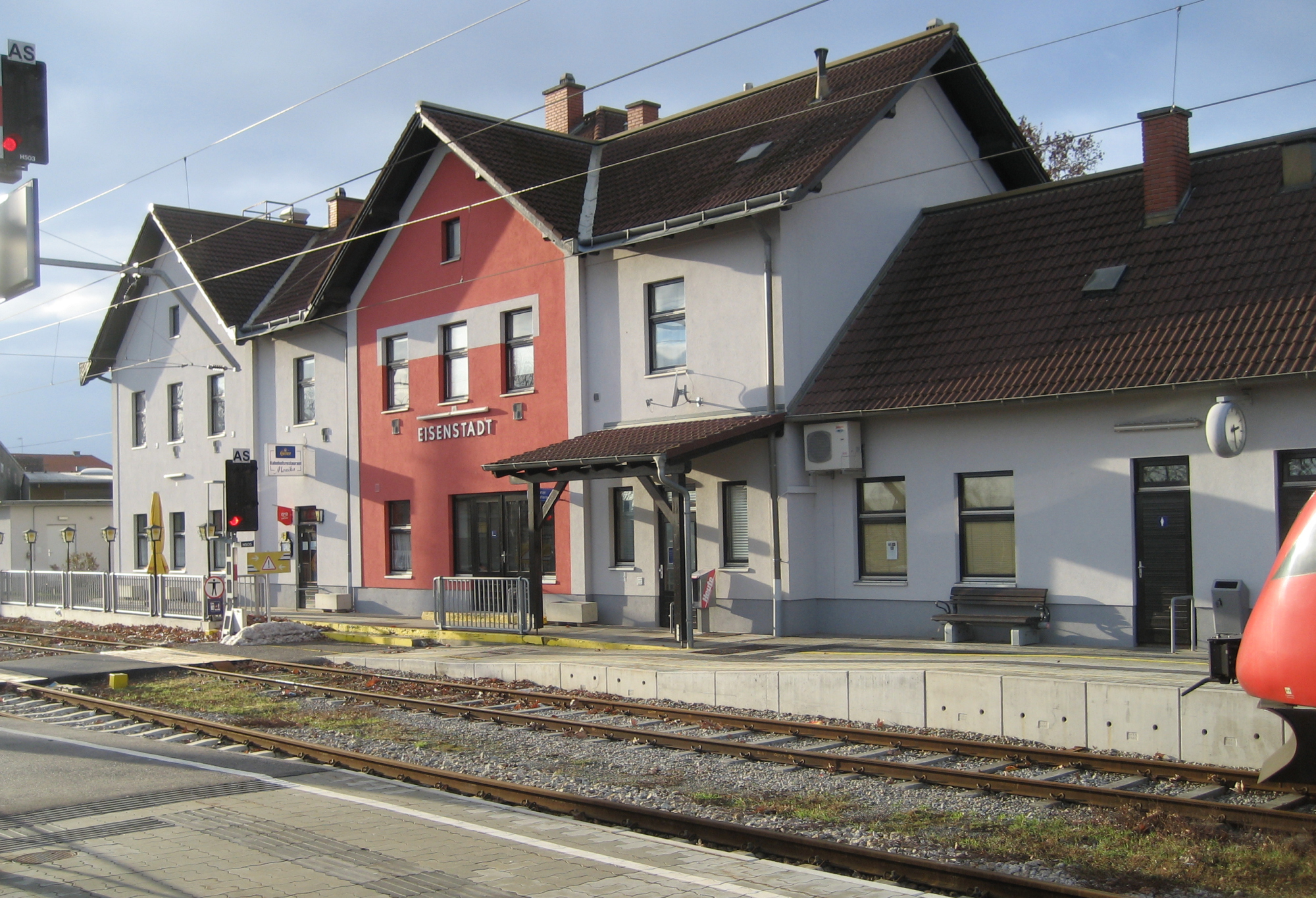
Bahnhof Eisenstadt

Die Züge der Neusiedler Seebahn verkehrten bis zum Mai 1979 im Streckenabschnitt zwischen Parndorf und Neusiedl, ab dem Fahrplanwechsel am 27. Mai 1979 zwischen Parndorf Ort und Neusiedl. Mit der Aufnahme des elektrischen Betriebes am 30. September 1979 wurden diese Züge in diesem Abschnitt durch die im Stundentakt verkehrende Schnellbahnlinie S 60 Neusiedl–Wien ersetzt. Am 1. September 1988 wurden erstmals seit Mai 1949 wieder Eilzüge zwischen Pamhagen und Wien Südbahnhof über diesen Streckenabschnitt geführt.
Abgesehen vom frühen Morgen besteht ein stündlicher Grundtakt mit Zugkreuzung in Eisenstadt, allerdings mit einer Symmetriezeit, die vier Minuten vor der sonst üblichen liegt. Im nachmittäglichen Berufsverkehr wird das Zugangebot von Bruck an der Leitha bis Wulkaprodersdorf zu einem angenäherten Halbstundentakt verdichtet.

## Name
Nach einem Wettbewerb wurde die Bahnstrecke am 22. Juni 2010 auf den Namen Pannoniabahn getauft. Davor hatte die Strecke Neusiedl am See – Eisenstadt – Wulkaprodersdorf – Ebenfurth – Wr. Neustadt im ÖBB-Kursbuch (Fahrplanbild 730) als Neusiedlerseebahn firmiert. Die Herkunft und historische Bedeutung der Bezeichnung Leithagebirgsbahn, die in Eisenbahnforen verwendet wird, ist unklar.